# Algirdas
Algirdas (n. cca. 1296 - d. 24 mai 1374) a fost un Mare Duce al Lituaniei în perioada dintre 1345 - 1377. Fiul lui Gediminas, a fost frate cu Kęstutis. În perioada domniei sale a extins semnificativ hotarele statului Lituanian. A avut două soții, 12 fii și 8 fiice.

## Domnie
După moartea Marelui Duce Gediminas, Lituania a fost împărțit între cei șapte fiii ai săi. Cel mai tânăr, Jaunutis a luat sub stăpânire capitala, Vilnius. Potrivit istoricilor, el nu a purtat titlul de Mare Duce, toți fii lui Gediminas păstrându-și păstrat independența completă și nici unul dintre ei nu s-a folosit de seniorat. În 1345 Kęstutis potrivit unor înțelegeri anterioare a ocupat Vilniusul și la cedat lui Algirdas. Jaunutis primind în schimb de la frați, orașul Zaslavl.
Algirdas și Kęstutis au semnat un contract prin care cei doi frați trebuiau să mențină o alianță strânsă și prietenie, toate noile achiziții trebuiau împărțite în mod egal. Noua ordine nu a întâmpinat vreo rezistență serioasă din partea fraților, cu excepția eșecurilor lui Jaunutis și Narimantas de a găsi sprijin în străinătate.
Lupta Lituaniei contra Teutonilor a fost condusă în principal de Kęstutis. Pe când Algirdas și-a îndreptat toate eforturile pentru a lărgi posesiunile Lituaniei în detrimentul teritoriilor rusești și de a spori influența Lituaniei asupra slavilor din vecinătate.
În 1350 Algirdas sa căsătorit a doua oară, cu fiica domnitorului Alexandr Mihailovici de Tver, ducesa Uliana.
În jurul anului 1355 Algirdas luptă contra rușilor punând stăpânire pe Briansk, după care supune și mai multe alte orașe din cnezatul Cernihiv. Toate cucerite fiind împărțite în trei: fiului său, Dmitri, el a dat Cernihiv și Trubcevsk, Kaributas a obținut Briansk și Novhorod-Siverskîi, nepotului Patrikius i-a revenit Starodubul.
În 1362 Algirdas înfrânge o armată a Hoardei de Aur, în Bătălia de la Apele Albastre. Astfel în mâinile lui Algirdas ajunge un vast teritoriu, cuprins între partea stângă a Nistrului, până la Marea Neagră, întregul bazin al Bugului de Sud și malul drept al Niprului.
Pentru posesia Volâniei Algirdas a trebuit să ducă o luptă înverșunată cu regele polonez Cazimir al III-lea. Litigiul de lungă durată fiind finalizat abia în 1377, sub succesorul lui Cazimir, Ludovic. Cu medierea lui Kęstutis, între Algirdas și Ludovic a fost încheiată o înțelegere prin care voievodatele Brest, Vladimir și Luțk au revenit Lituaniei, iar Chełm și Belz au fost cedate Poloniei.